# Todos os Santos
Todos os Santos és un barri petit de la Zona Nord del municipi de Rio de Janeiro. Queda tallat pel Ferrocarril Central do Brasil, no obstant això l'estació més pròxima és la de Méier.
Pertany a l'àrea del Gran Méier. Queda entre els barris del Méier, Cachambi i Engenho de Dentro, sent poc conegut per la població de Rio de Janeiro.

## Història del barri

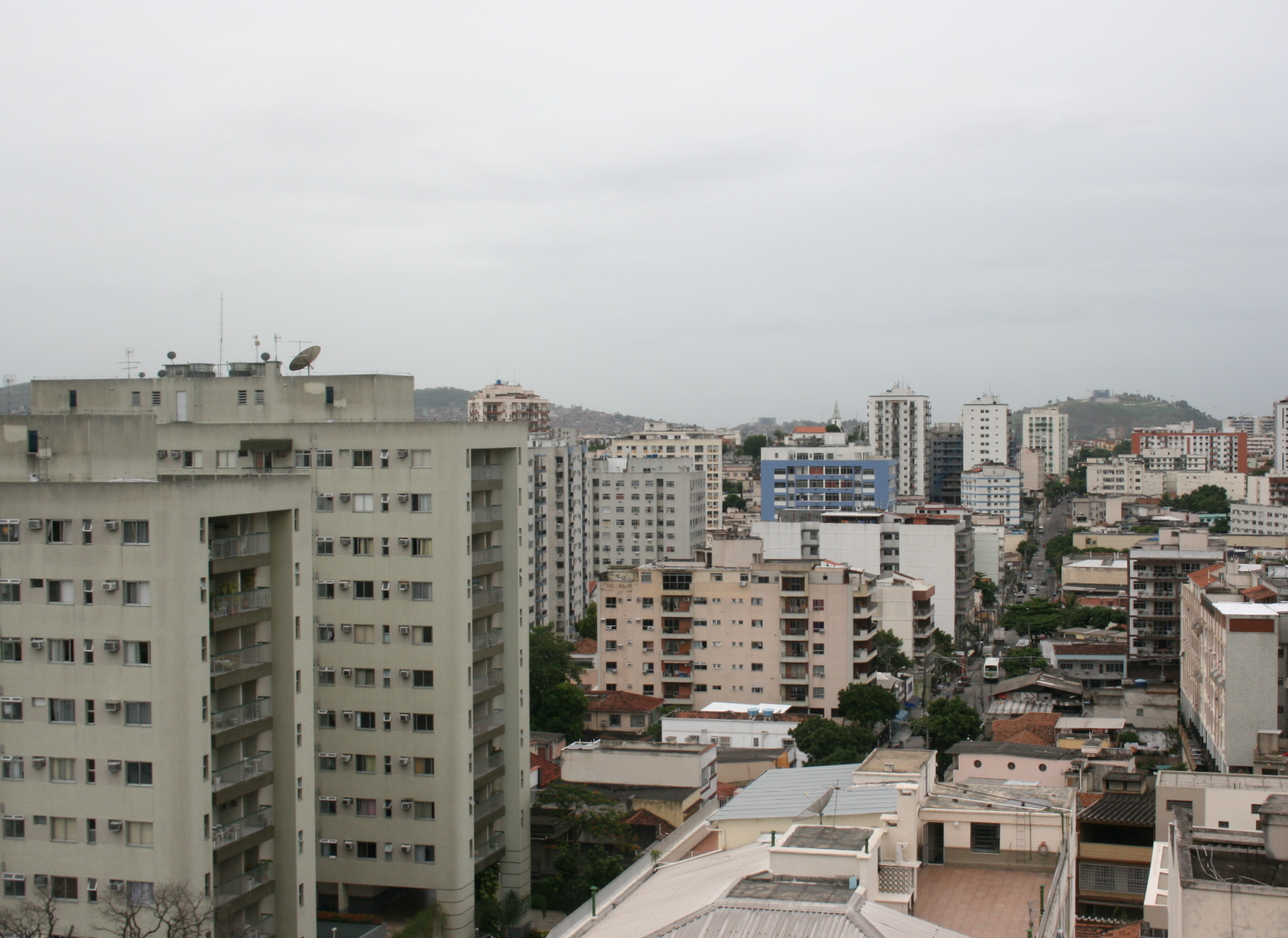
Vista del barri de Todos os Santos.

L'estació ferroviària de Todos os Santos, localitzada en el km 10,189, inaugurada el 1868, va tancar-se a final de la dècada de 1960. Conceição Gomes, propietària d'una granja en l'àrea, va donar terrenys, el 1872, per a la construcció de la capella de Nossa Senhora das Dores. Gabriel Getúlio de Mendonça, propietari local, va obrir els carrers Todos os Santos (actual José Bonifácio), Leopoldina (Castro Alves), Almeida (Pare Ildefonso Penalva), Getúlio, etc.

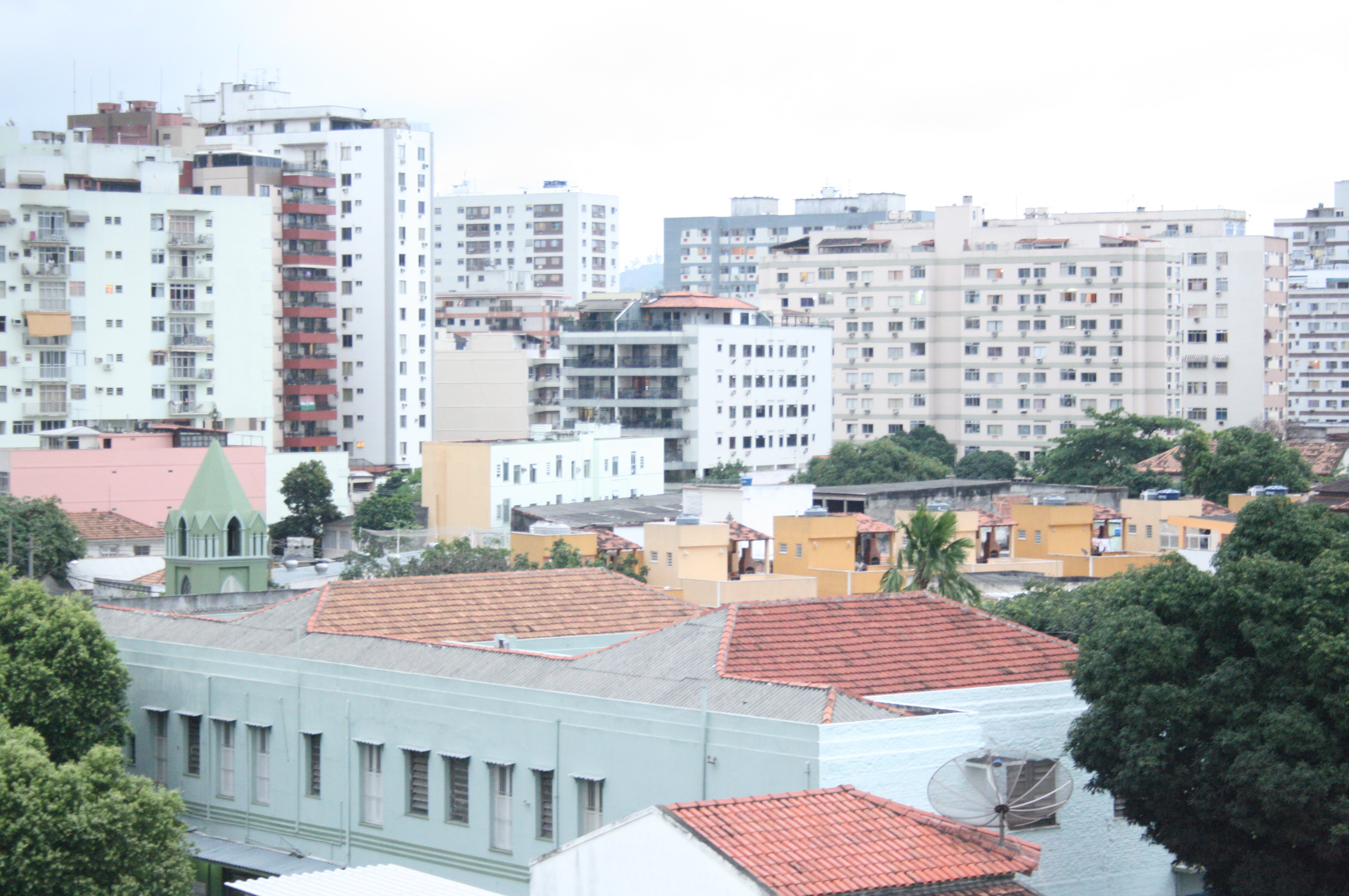
Todos os Santos l'esquerra. A la dreta, el barri de Cachambi.

El barri es caracteritza per ser residencial. El comerç s'adreça bàsicament a la població local, no obstant això la proximitat amb la Linha Amarela, el Nord Shopping, el Wall Mart, el Sam's Club i el Leroy Merlin situats en el seu costat oposat en l'Avinguda Dom Helder Càmera, a Cachambi, va fer del barri un lloc atractiu per a empreses immobiliàries a partir dels anys 90. La continuïtat del creixement del barri durant aquesta dècada, es deu també a les ampliacions realitzades en el Norte Shopping, així com l'alça dels preus dels immobles a Méier, el barri més valorat de la regió, a més de l'absència de comunitats en el seu territori.
El barri ha perdut la seva identitat de suburbi tranquil i tradicional, sobretot amb la verticalització de la construcció de condominis dirigits a la classe mitjana-alta i mitjana, i amb el tràfic, sobretot en els carrers Getúlio, José Bonifácio i Piauí en horaris de pic, sent aquest problema anteriorment, reservat només els carrers Arquias Cordeiro i Amaro Cavalcanti, que són les principals vies d'accés al barri.
Compta amb una considerable quantitat de residències per a la classe mitjana alta i mitjana, sent les més recents, les situades en condominis; a més de construccions més antigues, localitzades tant en viles com en cases tradicionals. No obstant això la majoria d'unitats domiciliïs són d'apartaments.

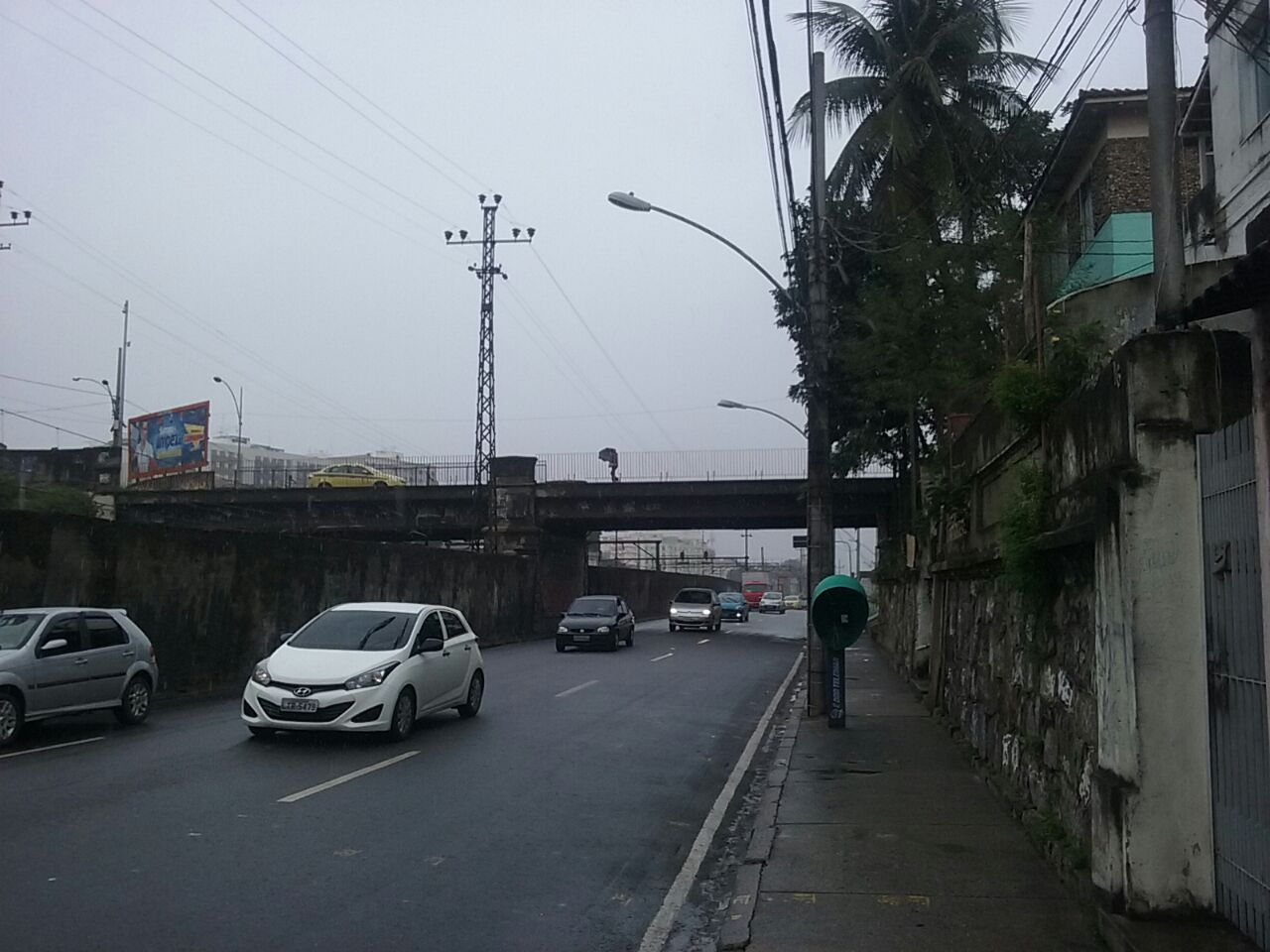
El viaducte de Todos os Santos connectant el barri, pel camí l'esquerra, al Méier i a l'Engenho de Dentro

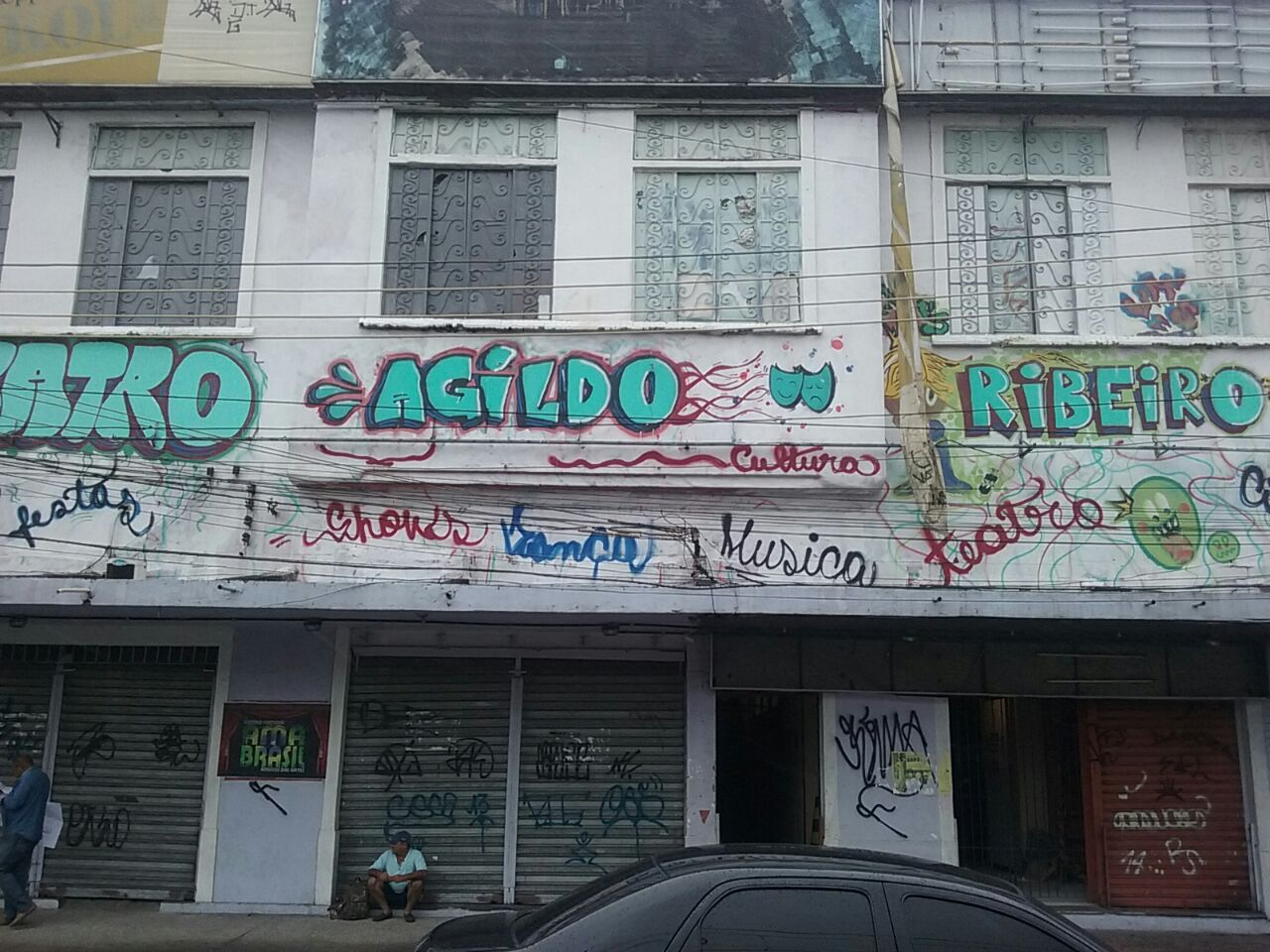
Façana del Teatre Agildo Ribeiro, en el carrer Arquias Cordeiro

En l'eix Méier-Todos os Santos-Cachambi es troba en la posició 5 en la menor taxa de pobresa de l'Estat de Rio, perdent només per als eixos Barra da Tijuca, Copacabana - Leme, Humaitá - Laranjeiras, Gávea - Jardim Botânico - Leblon - Ipanema.

## Personalitats
Va ser en aquest barri que va viure l'escriptor Lima Barreto, en el Carrer Major Mascarenhas, 32 i la famosa parella comunista Luís Carlos Prestes i Olga Benário, amagats del govern, en una casa en el Carrer Honório, 279, l'escriptor Orestes Barbosa, i l'icona de la bossa nova, Newton Mendonça, en el Carrer José Bonifácio, 44.

### Obres Literàries que citen el barri
Moltes cròniques i novel·les de Lima Barreto citen el barri. Per exemple, la novel·la Clara dos Anjos, on els personatges viuen en el barri, i la crònica, on registra de manera còmica el carrer José Bonifácio, que en l'època era pas dels seguicis fúnebres que anaven al cementiri d'Inhaúma i que patien amb el paviment del carrer.